# Рюо
Рюо (яп. 竜王町 Рю:о:-тё:) — посёлок в Японии, находящийся в уезде Гамо префектуры Сига. Площадь посёлка составляет 44,52 км², население — 12 356 человек (1 июля 2014), плотность населения — 277,54 чел./км².

## Географическое положение
Посёлок расположен на острове Хонсю в префектуре Сига региона Кинки. С ним граничат города Омихатиман, Хигасиоми, Кока, Ясу, Конан.

## Население
Население посёлка составляет 12 356 человек (1 июля 2014), а плотность — 277,54 чел./км². Изменение численности населения с 1980 по 2005 годы:
| 1980 | 10 396 чел. |  |
| 1985 | 10 751 чел. |  |
| 1990 | 12 672 чел. |  |
| 1995 | 13 650 чел. |  |
| 2000 | 13 370 чел. |  |
| 2005 | 13 280 чел. |  |

## Символика
Деревом посёлка считается сосна, цветком — Rhododendron reticulatum.